# Madureira Esporte Clube
Il Madureira Esporte Clube, noto anche semplicemente come Madureira, è una società calcistica brasiliana con sede nella città di Rio de Janeiro, capitale dell'omonimo stato.

## Storia
La società venne creata l'8 agosto del 1914 con il nome di Fidalgo Madureira Atlético Clube. Elísio Alves Ferreira, Manoel Lopes da Silva, Manuel Augusto Maia, Joaquim Braia ed altri contattarono nel 1932 Uassir do Amaral, allora presidente del club, per dare al quartiere di Madureira una squadra competitiva. Dopo svariati incontri ed assemblee, il 16 febbraio 1933 venne creato il Madureira Atlético Clube.
Nel 1939 partecipò, vincendo, al Campionato Carioca, aggiudicandosi sia la competizione amatoriale che quella professionistica, il Torneio Início. La società prese poi l'attuale nome il 12 ottobre 1971 in seguito alla fusione tra Madureira Atlético Clube, Madureira Tênis Clube, e Imperial Basquete Clube, mantenendo però sempre la stessa data ufficiale di fondazione, così come era avvenuto in precedenza.
Il 29 marzo 2006, con la vittoria per 1-0 sull'Americano, la squadra vinse la Taça Rio per la prima volta nella sua storia, qualificandosi pertanto alla finale del Campionato Carioca contro il Botafogo. Perse però il doppio scontro, giocato il 2 ed il 9 aprile, chiudendo comunque al secondo posto la competizione.

## Palmarès

### Competizioni statali
- Copa Rio: 1

2011
- Taça Rio: 2

2006, 2015
- Torneio Início: 2

1939, 1957

### Competizioni giovanili
- Campionato Carioca Sub-20: 1

1974

### Altri piazzamenti
- Campeonato Brasileiro Série D:

Secondo posto: 2010
- Campionato Carioca:

Secondo posto/Finalista: 1936, 1937, 2006